# Matt McGrath (attore)
Matt Mcgrath (New York City, 11 giugno 1969) è un attore statunitense.
Ha debuttato al teatro a 5 anni e al cinema nel 1987, a 18 anni, nel film Ironweed.
Mcgrath è dichiaratamente gay.

## Filmografia parziale
- Ironweed, regia di Héctor Babenco (1987)
- Ore disperate (Desperate Hours), regia di Michael Cimino (1990)
- Boys Don't Cry, regia di Kimberly Peirce (1999)
- Il club dei cuori infranti (The Broken Hearts Club: A Romantic Comedy), regia di Greg Berlanti (2000)
- La scandalosa vita di Bettie Page (The Notorious Bettie Page), regia di Mary Harron (2005)
- Modern Family – serie TV, episodi 6x17-7x06 (2015)
- Pose – serie TV, episodio 1x02 (2018)
- The Undoing - Le verità non dette (The Undoing) – miniserie TV, 2 puntate (2020)